# Niedrigsteuerland
Um ein Niedrigsteuerland (englisch low-tax country) handelt es sich, wenn die Steuerquote in einem Staat deutlich unter dem Durchschnitt der Steuerquoten anderer Staaten liegt. Gegensatz ist das Hochsteuerland.
Die Steueroase unterscheidet sich vom Niedrigsteuerland dadurch, dass sie niedrige Steuern oder besondere Steuervergünstigungen zum Staatsziel erhebt, um ein attraktiver Standort für ausländische Wirtschaftssubjekte zu sein. Das Niedrigsteuerland dagegen ist durch eine Steuerpolitik gekennzeichnet, die tendenziell hohe Steuern vermeidet, um die Steuerpflichtigen nur vertretbar zu belasten und Steuerhinterziehung oder Steuerflucht zu verhindern. Es bietet durch Steuervergünstigungen Anreize für Investoren und ermuntert sie, von ihrer Personenfreizügigkeit oder Niederlassungsfreiheit Gebrauch zu machen und zwischen den konkurrierenden Steuersystemen zu wählen. Sie nutzen dadurch das internationale Steuergefälle aus, was zum Steuerwettbewerb führt. Hierdurch kann es zu Sitzverlagerungen zu Gunsten der Niedrigsteuerländer und zu Lasten der Hochsteuerländer kommen mit der Folge, dass die Steuereinnahmen im Hochsteuerland sinken und im Niedrigsteuerland steigen. Aber auch durch den Export von Gütern aus einem Niedrigsteuerland (Importwagen) kann das Niedrigsteuerland profitieren (Umsatzsteuer).
Steuerflucht ist die Verlagerung der Einkunftsquellen oder der persönlichen Steueranknüpfungspunkte in ein Niedrigsteuerland. Hierfür kommen sowohl Staaten und Gebiete in Betracht, die keine direkten Steuern erheben, deren Steuersätze allgemein niedrig sind, wie auch solche, die nur bestimmte Einkünfte niedrig oder nicht besteuern. Dazu können auch von anderen Staaten abhängige Gebiete mit Autonomie in Steuersachen gehören.

## Definition des Außensteuergesetzes
Niedrigsteuerland ist einer der zentralen Begriffe für die Anwendung der Sonderbesteuerungen, der aus Deutschland in ein Land mit niedrigerer Besteuerung ziehende Personen nach den Vorschriften des Außensteuerrechts unterliegen. Das im September 1972 in Kraft getretene Außensteuergesetz (AStG) geht in seiner Vermutung eines Niedrigsteuerlandes aus § 2 Abs. 2 Nr. 1 AStG davon aus, dass ein Niedrigsteuerland dann vorliegt, wenn die Belastung durch die dort erhobene Einkommensteuer bei einer dort ansässigen unverheirateten natürlichen Person, die ein steuerpflichtiges Jahreseinkommen von 77.000 Euro bezieht, um mehr als ein Drittel niedriger als in Deutschland ist oder aufgrund einer gegenüber der dort allgemeinen Besteuerung eingeräumten Vorzugsbesteuerung erheblich gemindert ist und der Steuerpflichtige nicht nachweisen kann, dass seine dortige Einkommensteuer nicht mindestens zwei Drittel der entsprechenden deutschen Einkommensbesteuerung beträgt. Der sich hieraus ergebende Grenzsteuersatz, bei dessen Unterschreiten von einem Niedrigsteuerland gesprochen wird, schwankt und lag während der letzten Jahre bei einer Einkommensteuerbelastung von ca. 22 %.

## Messung
Ab welcher Steuer- oder Abgabenquote ein Staat als Niedrigsteuerland gilt, ist umstritten. Uwe Wagschal kam 2005 zu der Schlussfolgerung, dass Deutschland nicht gerade das Paradebeispiel eines Hochsteuerlandes für Unternehmen sei. „Gleichwohl ist die Besteuerung nicht niedrig. Eine Mittelposition bei der Unternehmensbesteuerung erscheint …realistisch“. Die Einstufung hängt auch davon ab, welche Kennzahlen man zugrunde legt. Je nachdem, ob die nominalen oder realen Steuersätze, die Steuer- oder Abgabenquoten oder auch steuerliche Entlastungen (Abschreibungen, Verlustverrechnung), Subventionen (Steuersubventionen) oder Zuwendungen an die Steuerpflichtigen (Kindergeld, Zulagen) berücksichtigt werden, gibt es unterschiedliche Ergebnisse.
Das AStG bietet hierzu einen wichtigen Anhaltspunkt. Demnach kann von einem Niedrigsteuerland gesprochen werden, wenn die Steuerlast im Ausland bei der Einkommensteuer einschließlich tariflicher Freibeträge um mehr als ein Drittel geringer ist als im Inland. Der rein einkommensteuerliche Bezug kann auch für das gesamte Steueraufkommen gelten.

## Wirtschaftliche Aspekte
Bereits Thomas Robert Malthus schrieb 1821, dass für den von Einkommen lebenden Steuerpflichtigen die „Verminderung der Steuern ein großer Vorteil“ sei. John Maynard Keynes warnte 1936 in seiner Allgemeinen Theorie der Beschäftigung, des Zinses und des Geldes vor einer zu starken Besteuerung der Reichen, weil es diese in die Steuerflucht treiben würde. Ein Trade-off der progressiven Besteuerung besteht darin, dass sie oberhalb einer variablen Schwelle den Leistungswillen der Steuerzahler beeinträchtigt und sie zur Steuerhinterziehung oder Steuerflucht motivieren kann. Insbesondere Einkommens- oder Vermögensmillionäre sind meist sehr mobil und verlagern ihren Wohnsitz ins Ausland.
Vor allem für multinationale Unternehmen lohnt sich die Ausnutzung des internationalen Steuergefälles. So kann beispielsweise ein Konzernunternehmen im Hochsteuerland Vorleistungen oder Vorleistungsgüter an eine Schwestergesellschaft im Niedrigsteuerland zu künstlich niedrigen Verrechnungspreisen liefern (unter Berücksichtigung des Fremdvergleichsgrundsatzes), wodurch ein überhöhter Gewinn im Niedrigsteuerland und ein zu niedriger Gewinn im Hochsteuerland anfällt. Umgekehrt könnte ein Konzernunternehmen im Hochsteuerland von seiner Schwestergesellschaft im Niedrigsteuerland Vorleistungen zu überhöhten, aber zulässigen Preisen beziehen. Dadurch wird im Niedrigsteuerland ein künstlich erzeugter Gewinn erzielt, während im Hochsteuerland ein zu niedriger Gewinn entsteht. Die Steuervermeidungsstrategie des Double Irish With a Dutch Sandwich (deutsch zwei irische Gesellschaften mit einer dazwischengeschalteten niederländischen Gesellschaft) zielt als eine Vertragsgestaltung darauf ab, das irische und niederländische Steuerrecht so auszunutzen, dass keine oder lediglich minimale Steuern im multinationalen Konzern anfallen.
Die Eigenschaft „Niedrigsteuerland“ ist ein Vorteil bei der Standortwahl für Unternehmensgründungen, weil die Unternehmensbesteuerung ein wichtiger Standortfaktor ist. Alfred Weber zufolge (1909) beeinflussen die drei Standortfaktoren Transportkosten, Arbeitskosten und Agglomerationsvorteile die Standortwahl, wobei die Transportkosten im System von Weber eine zentrale Stellung einnehmen. Sie sind der wichtigste Faktor zur Bestimmung des optimalen Standorts. Ein Niedrigsteuerland muss jedoch nicht notwendigerweise auch ein Niedriglohnland sein. Zu den Ländern mit speziellen Steuervergünstigungen (englisch tax resorts) zählen Staaten mit Sondervergünstigungen für die Schifffahrt (etwa Panama oder Liberia; Billigflaggen). Die Staaten ohne jegliche Einkommen- und Körperschaftsteuer oder mit lediglich geringer Ertragsteuerbelastung wie Bahamas oder Bermuda heißen Steuerparadiese (englisch tax paradises), in den Niedrigsteuerländern (englisch tax shelters wie Gibraltar) liegen die Ertragsteuersätze erheblich (20 % bis 30 %) unter den vergleichbaren Steuersätzen der Hochsteuerländer (wie Dänemark oder Frankreich).
Auffällig ist die beträchtliche Untererfassung der steuerlich in Deutschland deklarierten Gewinne gemessen an den gesamtwirtschaftlichen Gewinngrößen, wie sie die volkswirtschaftlichen Gesamtrechnungen ermitteln. In einer Untersuchung aus dem Jahr 2007 wird die Besteuerungslücke in Deutschland im Unternehmensbereich für das Jahr 2001 auf eine Größenordnung von 100 Mrd. Euro (Bemessungsgrundlage) geschätzt.

## Internationale Statistik
Als Niedrigsteuerländer gelten Staaten mit der niedrigsten Steuerquote (in % des Bruttoinlandsprodukts):
| Land              | Steuerquote 2016 in % |
| ----------------- | --------------------- |
| OECD-Durchschnitt | 34,0                  |
| Japan             | 30,6                  |
| Schweiz           | 27,8                  |
| USA               | 25,9                  |
| Südkorea          | 26,2                  |
| Türkei            | 25,3                  |
| Irland            | 22,8                  |
| Chile             | 20,2                  |
| Mexiko            | 16,6                  |
| Australien        | 27,8                  |
| Island            | 23,3                  |

Absolutes Niedrigsteuerland ist Mexiko, das eine Steuerquote von weniger als der Hälfte des OECD-Durchschnitts erreicht. Auch Chile, Irland, Türkei, aber auch die USA oder die Schweiz, gehören noch zu den Niedrigsteuerländern. Wendet man den Maßstab des AStG an, so muss ein Niedrigsteuerland eine Steuerquote von 22,67 % oder niedriger aufweisen (also 2/3 des OECD-Durchschnitts von 34,0 %).
Der Einkommensteuerspitzensatz einschließlich regionaler und sonstiger Zuschläge betrug im Jahre 2008 auf den Bahamas, Bermuda und Cayman Islands 0 %. Geringe Spitzensätze wiesen Bulgarien (10 %), Russland (13 %), Tschechische Republik (15 %), Rumänien (16 %), Isle of Man (18 %), Slowakei (19 %), Guernsey/Jersey/Singapur (je 20 %), Estland (21 %), Litauen (24 %) oder Lettland (25 %) auf. Im Vergleich lag Deutschland bei 47,48 %.